# Место мученической смерти в Кястайчяй

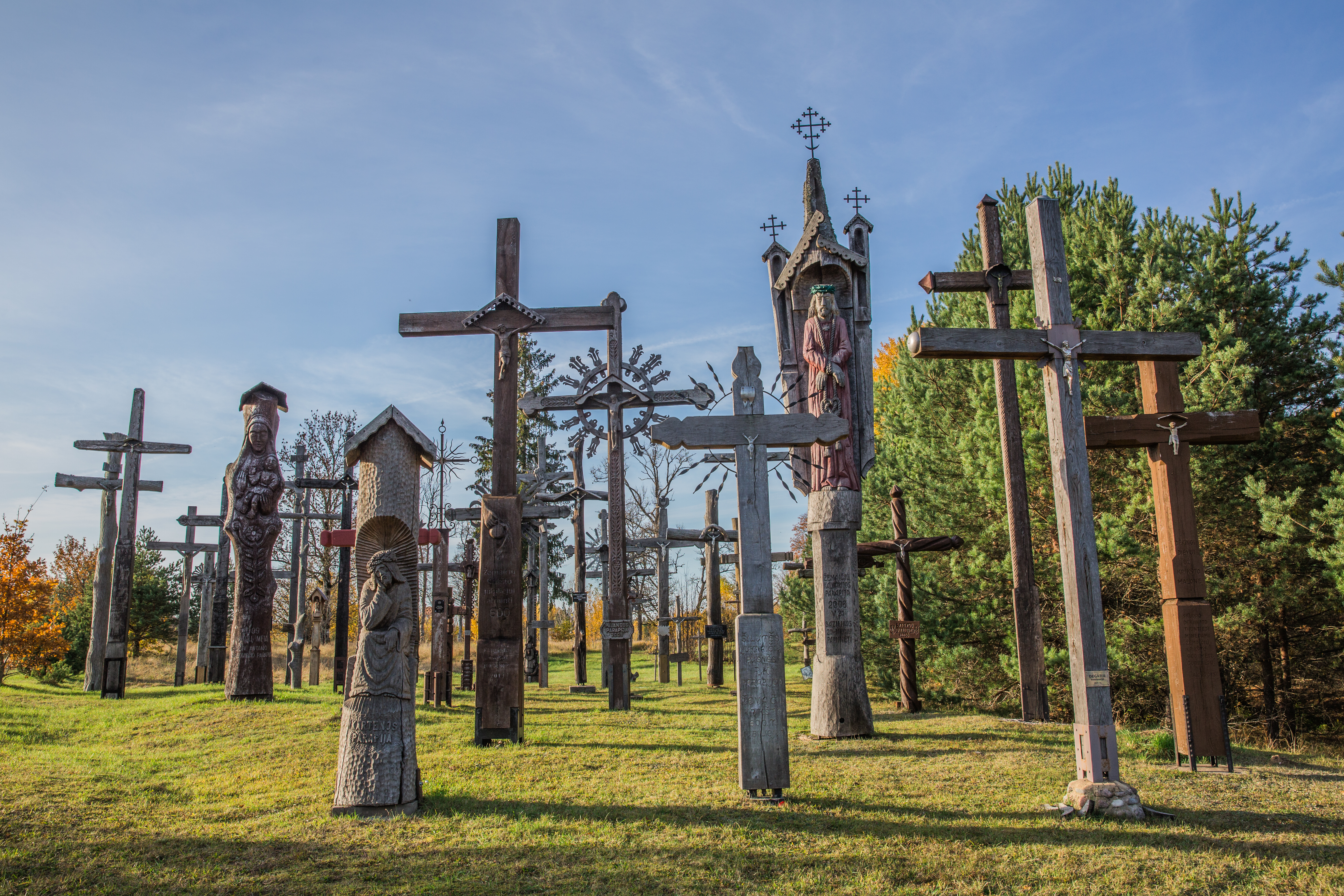

Кястайчяйcкий костёл — бывший католический храм в селе Кястайчяй Гадунавского староства Тельшяйского района Литвы. В настоящее время на месте храма находится памятный монумент и группа крестов.

## История
22 ноября 1883 г. в Кястайчском костеле произошел вооруженный конфликт, унесший жизни верующих. По распоряжению царских властей костел собирались закрыть, но этому упорно противилась местная община верующих. Прихожане дежурили в костеле на протяжении более трех месяцев, а к дню приезда ковенского губернатора Николая Клингенберга в храме собралось около 400 человек.
Попытки убедить губернатора не разрушать костел обернулись конфликтом, на помощь властям пришли 300 казаков. Они избивали и топтали лошадьми молившихся в костеле людей. Было много убитых и раненых.
В память об этом событии в Кястайчяй установлено более 40 крестов, проходят молебны в память о погибших.